# ISO 31-5
ISO 31-5は、電気及び磁気（電磁気学）に関する量とその単位について定めた国際標準化機構(ISO)の国際規格で、ISO 31の一部である。
2008年に発行されたIEC 80000-6によって置き換えられ、ISO 31-5は廃止された。なお、国際電気標準会議(IEC)もIEC 60027で電磁気学に関する量や単位について定めている。
日本工業規格(JIS)では JIS Z 8202-5:2000 が相当する。2014年に ISO 80000-5 に相当する JIS Z 8000-5:2014 が発行され、 JIS Z 8202-4:2000 は廃止された。